# نوشهر

مدينة ساحلية بإقليم مازندران في إيران، فيها غابات وحدائق غنية بأنواع الفواكه والورود وأماكن مناسبة للإقامة، وتعتبر غابة سي ستكان من أشهر الغابات لمازندران وهي تعتبر مقصداً للسياح فضلاً عن ما تمتاز به من زراعة للورود والنباتات.

## أعلام
- مهرداد عبدي
- بهمان طهمباسي
- رحمان أحمدي
- كيانوش رحمتى